# Kanyalé
Kanyalé est une localité située dans le département d'Imasgo de la province de Boulkiemdé dans la région Centre-Ouest au Burkina Faso.

## Démographie
| 2003  | 2006  | 2012 |
| ----- | ----- | ---- |
| 1 954 | 1 864 | -    |

## Éducation et santé
Le centre de soins le plus proche de Kanyalé est le centre de santé et de promotion sociale (CSPS) de Imasgo tandis que le centre médical avec antenne chirurgicale (CMA) se trouve à Koudougou.
Le village possède une école primaire publique.